# Мачильский, Александр Сергеевич
Александр Сергеевич Мачильский (1 октября 1935 — 13 ноября 2012) — советский и российский кинооператор.

## Биография
Александр Мачильский родился 1 октября 1935 года. В 1958 году окончил Ленинградский институт киноинженеров. Учился на операторском факультете ВГИКа. Работал инженером-конструктором, а затем главой производства на Ялтинской киностудии.  
В 1974 году снял первый выпуск детского юмористического киножурнала «Ералаш», а с 1996 года был оператором всех выпусков «Ералаша». Снял около 180 сюжетов. 
Работал на немецком, английском и шведском телевидении. Был кинооператором киностудии имени Горького. Среди наиболее известных операторских работ фильмы «Принцесса на горошине», «Без права на провал», «Танцы на крыше».  
Умер 13 ноября 2012 года в Москве в Боткинской больнице.

### Семья
- Сын — кинооператор Сергей Александрович Мачильский (р. 1961)[3].

## Фильмография

### Режиссёр
1. 1991—1999 — Мумия в наколках

### Оператор
1. 1974 — Ералаш (выпуск №1, сюжет "Позорное Пятно"; выпуск №2, сюжет "Слава Ивана Козловского")
2. 1976 — Огненное детство
3. 1977 — Принцесса на горошине
4. 1977 — Садись рядом, Мишка!
5. 1978 — Ветер странствий
6. 1980 — Хлеб, золото, наган
7. 1983 — Опасные пустяки
8. 1984 — Без права на провал
9. 1985 — Танцы на крыше
10. 1988 — Публикация
11. 1990 — Семья вурдалаков
12. 1991 — Шоу-бой
13. 1991—1999 — Мумия в наколках
14. 1992 — Помолитесь обо мне (документальный)
15. 1992 — Разыскивается опасный преступник
16. 2005 — Девятого мая...